# Campeonato Mundial Júnior de Patinação Artística no Gelo de 2019
O Campeonato Mundial Júnior de Patinação Artística no Gelo de 2019 foi a quadragésima quarta edição do Campeonato Mundial Júnior de Patinação Artística no Gelo, um evento anual de patinação artística no gelo organizado pela União Internacional de Patinação (em inglês:  International Skating Union) onde os patinadores artísticos competem pelo título de campeão mundial júnior. A competição foi disputada entre os dias 4 de março e 10 de março, na cidade de Zagreb, Croácia.

## Eventos
- Individual masculino
- Individual feminino
- Duplas
- Dança no gelo

## Medalhistas
| Evento                        | Ouro                                            | Prata                                              | Bronze                                       |
| Individual masculino detalhes | Tomoki Hiwatashi · Estados Unidos               | Roman Savosin · Rússia                             | Daniel Grassl · Itália                       |
| Individual feminino detalhes  | Alexandra Trusova · Rússia                      | Anna Shcherbakova · Rússia                         | Ting Cui · Estados Unidos                    |
| Duplas detalhes               | Anastasia Mishina · Aleksandr Galiamov · Rússia | Apollinariia Panfilova · Dmitry Rylov · Rússia     | Polina Kostiukovich · Dmitrii Ialin · Rússia |
| Dança no gelo detalhes        | Marjorie Lajoie · Zachary Lagha · Canadá        | Elizaveta Khudaiberdieva · Nikita Nazarov · Rússia | Sofia Shevchenko · Igor Eremenko · Rússia    |

## Resultados

### Individual masculino
| Pos.                                                  | Nome                    | Nacionalidade    | Pontos | PC         | PL          |
| ----------------------------------------------------- | ----------------------- | ---------------- | ------ | ---------- | ----------- |
| Medalha de ouro                                       | Tomoki Hiwatashi        | Estados Unidos   | 230.32 | 81.50 (2)  | 148.82 (2)  |
| Medalha de prata                                      | Roman Savosin           | Rússia           | 229.28 | 78.33 (6)  | 150.95 (1)  |
| Medalha de bronze                                     | Daniel Grassl           | Itália           | 224.67 | 81.19 (3)  | 143.48 (4)  |
| 4                                                     | Artur Danielian         | Rússia           | 220.68 | 77.71 (9)  | 142.97 (5)  |
| 5                                                     | Stephen Gogolev         | Canadá           | 220.66 | 77.00 (10) | 143.66 (3)  |
| 6                                                     | Adam Siao Him Fa        | França           | 219.91 | 77.74 (8)  | 142.17 (6)  |
| 7                                                     | Irakli Maysuradze       | Geórgia          | 217.78 | 76.46 (11) | 141.32 (7)  |
| 8                                                     | Camden Pulkinen         | Estados Unidos   | 216.68 | 82.41 (1)  | 134.27 (9)  |
| 9                                                     | Koshiro Shimada         | Japão            | 212.78 | 74.89 (12) | 137.89 (8)  |
| 10                                                    | Petr Gumennik           | Rússia           | 212.14 | 80.33 (4)  | 131.81 (11) |
| 11                                                    | Alexei Krasnozhon       | Estados Unidos   | 211.47 | 79.98 (5)  | 131.49 (12) |
| 12                                                    | Joseph Phan             | Canadá           | 209.02 | 77.89 (7)  | 131.13 (13) |
| 13                                                    | Vladimir Litvintsev     | Azerbaijão       | 196.93 | 68.94 (16) | 127.99 (14) |
| 14                                                    | Tatsuya Tsuboi          | Japão            | 195.88 | 62.59 (20) | 133.29 (10) |
| 15                                                    | Matyáš Bělohradský      | República Tcheca | 194.23 | 68.74 (17) | 125.49 (15) |
| 16                                                    | Ivan Shmuratko          | Ucrânia          | 191.32 | 73.31 (13) | 118.01 (17) |
| 17                                                    | Mark Gorodnitsky        | Israel           | 185.62 | 69.22 (15) | 116.40 (18) |
| 18                                                    | Luc Maierhofer          | Áustria          | 184.15 | 70.47 (14) | 113.68 (21) |
| 19                                                    | Başar Oktar             | Turquia          | 182.91 | 62.82 (19) | 120.09 (16) |
| 20                                                    | Cha Young-hyun          | Coreia do Sul    | 177.22 | 61.75 (21) | 115.47 (19) |
| 21                                                    | Nikolaj Majorov         | Suécia           | 176.93 | 61.47 (23) | 115.46 (20) |
| 22                                                    | Jonathan Hess           | Alemanha         | 175.11 | 62.93 (18) | 112.18 (22) |
| 23                                                    | Gabriele Frangipani     | Itália           | 170.89 | 61.32 (24) | 109.57 (23) |
| 24                                                    | Nikita Starostin        | Alemanha         | 152.00 | 61.61 (22) | 90.39 (24)  |
| Não avançaram para a patinação livre / programa longo |                         |                  |        |            |             |
| 25                                                    | Chen Yudong             | China            | 60.06  | 60.06 (25) |             |
| 26                                                    | Andriy Kokura           | Ucrânia          | 57.93  | 57.93 (26) |             |
| 27                                                    | Micah Kai Lynette       | Tailândia        | 56.66  | 56.66 (27) |             |
| 28                                                    | Mihhail Selevko         | Estônia          | 56.58  | 56.58 (28) |             |
| 29                                                    | Lee Si-hyeong           | Coreia do Sul    | 54.04  | 54.04 (29) |             |
| 30                                                    | Yakau Zenko             | Bielorrússia     | 52.69  | 52.69 (30) |             |
| 31                                                    | Nurullah Sahaka         | Suíça            | 52.44  | 52.44 (31) |             |
| 32                                                    | Rakhat Bralin           | Cazaquistão      | 50.28  | 50.28 (32) |             |
| 33                                                    | Charles Henry Katanovic | Croácia          | 47.60  | 47.60 (33) |             |
| 34                                                    | Aleix Gabara            | Espanha          | 47.53  | 47.53 (34) |             |
| 35                                                    | Radoslav Marinov        | Bulgária         | 46.39  | 46.39 (35) |             |
| 36                                                    | Edward Appleby          | Reino Unido      | 44.80  | 44.80 (36) |             |
| 37                                                    | Kornel Witkowski        | Polônia          | 44.16  | 44.16 (37) |             |
| WD                                                    | Kai Xiang Chew          | Malásia          | —      | — (WD)     |             |

### Individual feminino
| Pos.                                                  | Nome                    | Nacionalidade    | Pontos | PC         | PL          |
| ----------------------------------------------------- | ----------------------- | ---------------- | ------ | ---------- | ----------- |
| Medalha de ouro                                       | Alexandra Trusova       | Rússia           | 222.89 | 72.49 (2)  | 150.40 (1)  |
| Medalha de prata                                      | Anna Shcherbakova       | Rússia           | 219.94 | 72.86 (1)  | 147.08 (2)  |
| Medalha de bronze                                     | Ting Cui                | Estados Unidos   | 194.41 | 67.69 (3)  | 126.72 (3)  |
| 4                                                     | Ksenia Sinitsyna        | Rússia           | 188.84 | 66.52 (4)  | 122.32 (6)  |
| 5                                                     | Yuna Shiraiwa           | Japão            | 185.46 | 62.08 (6)  | 123.38 (4)  |
| 6                                                     | You Young               | Coreia do Sul    | 178.82 | 55.62 (11) | 123.20 (5)  |
| 7                                                     | Hanna Harrell           | Estados Unidos   | 176.69 | 62.68 (5)  | 114.01 (9)  |
| 8                                                     | Lee Hae-in              | Coreia do Sul    | 171.97 | 53.02 (14) | 118.95 (7)  |
| 9                                                     | Yuhana Yokoi            | Japão            | 170.17 | 51.61 (18) | 118.56 (8)  |
| 10                                                    | Alison Schumacher       | Canadá           | 158.52 | 51.86 (16) | 106.66 (10) |
| 11                                                    | Alina Urushadze         | Geórgia          | 157.96 | 52.53 (15) | 105.43 (11) |
| 12                                                    | Tomoe Kawabata          | Japão            | 157.47 | 57.65 (9)  | 99.82 (13)  |
| 13                                                    | Ekaterina Ryabova       | Azerbaijão       | 154.60 | 54.28 (12) | 100.32 (12) |
| 14                                                    | Júlia Láng              | Hungria          | 153.24 | 55.86 (10) | 97.38 (14)  |
| 15                                                    | Anna Kuzmenko           | França           | 147.86 | 59.20 (7)  | 88.66 (18)  |
| 16                                                    | Lucrezia Beccari        | Itália           | 147.03 | 57.70 (8)  | 89.33 (17)  |
| 17                                                    | Anastasiia Arkhipova    | Ucrânia          | 146.39 | 51.62 (17) | 94.77 (16)  |
| 18                                                    | Olga Mikutina           | Áustria          | 145.34 | 48.75 (20) | 96.59 (15)  |
| 19                                                    | Chen Hongyi             | China            | 141.49 | 53.24 (13) | 88.25 (19)  |
| 20                                                    | Kristen Spours          | Reino Unido      | 136.72 | 51.08 (19) | 85.64 (23)  |
| 21                                                    | Yi Christy Leung        | Hong Kong        | 135.85 | 47.62 (22) | 88.23 (20)  |
| 22                                                    | Alexandra Feigin        | Bulgária         | 135.69 | 48.45 (21) | 87.24 (21)  |
| 23                                                    | Anaïs Coraducci         | Suíça            | 134.44 | 47.23 (23) | 87.21 (22)  |
| 24                                                    | Alina Soupian           | Israel           | 131.97 | 46.70 (24) | 85.27 (24)  |
| Não avançaram para a patinação livre / programa longo |                         |                  |        |            |             |
| 25                                                    | Hana Cvijanović         | Croácia          | 46.33  | 46.33 (25) |             |
| 26                                                    | Eva Lotta Kiibus        | Estônia          | 45.67  | 45.67 (26) |             |
| 27                                                    | Mandy Chiang            | Taipé Chinesa    | 44.48  | 44.48 (27) |             |
| 28                                                    | Elodie Eudine           | Alemanha         | 43.59  | 43.59 (28) |             |
| 29                                                    | Linnea Ceder            | Finlândia        | 43.14  | 43.14 (29) |             |
| 30                                                    | Smilla Szalkai          | Suécia           | 43.02  | 43.02 (30) |             |
| 31                                                    | Alana Toktarova         | Cazaquistão      | 42.50  | 42.50 (31) |             |
| 32                                                    | Jocelyn Hong            | Nova Zelândia    | 41.72  | 41.72 (32) |             |
| 33                                                    | Nikola Rychtaříková     | República Tcheca | 41.51  | 41.51 (33) |             |
| 34                                                    | Silvia Hugec            | Eslováquia       | 41.30  | 41.30 (34) |             |
| 35                                                    | Aliaksandra Chepeleva   | Bielorrússia     | 40.47  | 40.47 (35) |             |
| 36                                                    | Caya Scheepens          | Países Baixos    | 40.19  | 40.19 (36) |             |
| 37                                                    | Ana Sofia Beschea       | Romênia          | 39.95  | 39.95 (37) |             |
| 38                                                    | Ann-Christin Marold     | Alemanha         | 39.88  | 39.88 (38) |             |
| 39                                                    | Marian Millares         | Espanha          | 39.35  | 39.35 (39) |             |
| 40                                                    | Oliwia Rzepiel          | Polônia          | 39.05  | 39.05 (40) |             |
| 41                                                    | Paulina Ramanauskaitė   | Lituânia         | 36.49  | 36.49 (41) |             |
| 42                                                    | Arina Somova            | Letônia          | 35.56  | 35.56 (42) |             |
| 43                                                    | Andrea Montesinos Cantu | México           | 35.15  | 35.15 (43) |             |
| 44                                                    | Nina Polsak             | Eslovênia        | 34.51  | 34.51 (44) |             |
| 45                                                    | Maia Sørensen           | Dinamarca        | 31.68  | 31.68 (45) |             |
| 46                                                    | Güzide Irmak Bayır      | Turquia          | 30.09  | 30.09 (46) |             |

### Duplas
| Pos.                                                  | Nome                                      | Nacionalidade  | Pontos | PC         | PL         |
| ----------------------------------------------------- | ----------------------------------------- | -------------- | ------ | ---------- | ---------- |
| Medalha de ouro                                       | Anastasia Mishina / Aleksandr Galiamov    | Rússia         | 188.74 | 67.02 (3)  | 121.72 (1) |
| Medalha de prata                                      | Apollinariia Panfilova / Dmitry Rylov     | Rússia         | 188.17 | 67.91 (2)  | 120.26 (2) |
| Medalha de bronze                                     | Polina Kostiukovich / Dmitrii Ialin       | Rússia         | 181.59 | 68.31 (1)  | 113.28 (3) |
| 4                                                     | Tang Feiyao / Yang Yongchao               | China          | 168.77 | 60.77 (4)  | 108.00 (4) |
| 5                                                     | Sarah Feng / Tj Nyman                     | Estados Unidos | 162.90 | 58.43 (6)  | 104.47 (5) |
| 6                                                     | Laiken Lockley / Keenan Prochnow          | Estados Unidos | 159.54 | 59.96 (5)  | 99.58 (6)  |
| 7                                                     | Hailey Kops / Artem Tsoglin               | Israel         | 144.28 | 53.03 (7)  | 91.25 (7)  |
| 8                                                     | Sofiia Nesterova / Artem Darenskyi        | Ucrânia        | 140.88 | 51.97 (8)  | 88.91 (8)  |
| 9                                                     | Cléo Hamon / Denys Strekalin              | França         | 137.58 | 49.38 (12) | 88.20 (9)  |
| 10                                                    | Brooke Mcintosh / Brandon Toste           | Canadá         | 132.43 | 49.99 (11) | 82.44 (12) |
| 11                                                    | Kate Finster / Balazs Nagy                | Estados Unidos | 132.29 | 50.30 (10) | 81.99 (13) |
| 12                                                    | Talisa Thomalla / Robert Kunkel           | Alemanha       | 131.67 | 48.01 (13) | 83.66 (11) |
| 13                                                    | Vivienne Contarino / Marco Pauletti       | Itália         | 131.20 | 46.88 (14) | 84.32 (10) |
| 14                                                    | Riku Miura / Shoya Ichihashi              | Japão          | 130.30 | 51.55 (9)  | 78.75 (15) |
| 15                                                    | Gabrielle Levesque / Pier-Alexandre Hudon | Canadá         | 123.32 | 43.92 (15) | 79.40 (14) |
| 16                                                    | Tereza Zendulkova / Simon Fukas           | Eslováquia     | 113.06 | 42.81 (16) | 70.25 (16) |
| Não avançaram para a patinação livre / programa longo |                                           |                |        |            |            |
| 17                                                    | Letizia Roscher / Luis Schuster           | Alemanha       | 39.55  | 39.55 (17) |            |

### Dança no gelo
| Pos.                                     | Nome                                          | Nacionalidade    | Pontos | DC         | DL         |
| ---------------------------------------- | --------------------------------------------- | ---------------- | ------ | ---------- | ---------- |
| Medalha de ouro                          | Marjorie Lajoie / Zachary Lagha               | Canadá           | 176.10 | 70.14 (1)  | 105.96 (1) |
| Medalha de prata                         | Elizaveta Khudaiberdieva / Nikita Nazarov     | Rússia           | 171.22 | 68.69 (2)  | 102.53 (4) |
| Medalha de bronze                        | Sofia Shevchenko / Igor Eremenko              | Rússia           | 170.43 | 67.56 (3)  | 102.87 (2) |
| 4                                        | Avonley Nguyen / Vadym Kolesnik               | Estados Unidos   | 167.90 | 65.18 (5)  | 102.72 (3) |
| 5                                        | Arina Ushakova / Maxim Nekrasov               | Rússia           | 166.48 | 65.96 (4)  | 100.52 (5) |
| 6                                        | Maria Kazakova / Georgy Reviya                | Geórgia          | 155.40 | 60.08 (6)  | 95.32 (6)  |
| 7                                        | Caroline Green / Gordon Green                 | Estados Unidos   | 153.05 | 58.82 (8)  | 94.23 (7)  |
| 8                                        | Loïcia Demougeot / Théo Le Mercier            | França           | 144.33 | 59.33 (7)  | 85.00 (9)  |
| 9                                        | Alicia Fabbri / Paul Ayer                     | Canadá           | 143.04 | 55.58 (13) | 87.46 (8)  |
| 10                                       | Evgeniia Lopareva / Geoffrey Brissaud         | França           | 141.98 | 57.99 (10) | 83.99 (10) |
| 11                                       | Darya Popova / Volodymyr Byelikov             | Ucrânia          | 140.21 | 57.88 (11) | 82.33 (11) |
| 12                                       | Eliana Gropman / Ian Somerville               | Estados Unidos   | 139.96 | 58.53 (9)  | 81.43 (13) |
| 13                                       | Francesca Righi / Aleksei Dubrovin            | Itália           | 137.54 | 55.68 (12) | 81.86 (12) |
| 14                                       | Natálie Taschlerová / Filip Taschler          | República Tcheca | 131.91 | 51.02 (16) | 80.89 (14) |
| 15                                       | Emiliya Kalehanova / Uladzislau Palkhouski    | Bielorrússia     | 131.71 | 53.26 (14) | 78.45 (16) |
| 16                                       | Viktoria Semenjuk / Artur Gruzdev             | Estônia          | 129.87 | 51.05 (15) | 78.82 (15) |
| 17                                       | Charise Matthaei / Maximilian Pfisterer       | Alemanha         | 124.19 | 50.15 (18) | 74.04 (18) |
| 18                                       | Sasha Fear / George Waddell                   | Reino Unido      | 123.43 | 50.51 (17) | 72.92 (19) |
| 19                                       | Mira Polishook / Deividas Kizala              | Lituânia         | 122.10 | 47.17 (19) | 74.93 (17) |
| 20                                       | Viktoriia Azroian / Aleksandr Siroshtan       | Armênia          | 115.64 | 46.93 (20) | 68.71 (20) |
| Não avançaram para a dança livre / longa |                                               |                  |        |            |            |
| 21                                       | Sofia Val / Linus Colmor Jepsen               | Espanha          | 46.22  | 46.22 (21) |            |
| 22                                       | Amanda Peterson / Stephano Valentino Schuster | Alemanha         | 45.88  | 45.88 (22) |            |
| 23                                       | Villo Martin / Danyil Semko                   | Hungria          | 44.48  | 44.48 (23) |            |
| 24                                       | Chen Xizi / Xing Jianing                      | China            | 44.24  | 44.24 (24) |            |
| 25                                       | Mariia Nosovitskaya / Mikhail Nosovitskiy     | Israel           | 43.10  | 43.10 (25) |            |
| 26                                       | Ayumi Takanami / Yoshimitsu Ikeda             | Japão            | 41.74  | 41.74 (26) |            |
| 27                                       | Chloe Dan Tsoi / Long You Zimou Wang          | Taipé Chinesa    | 39.33  | 39.33 (27) |            |
| 28                                       | Olivia Oliver / Petr Paleev                   | Polônia          | 38.64  | 38.64 (28) |            |
| 29                                       | Jessica Palfreyman / Nicholas Mccreary        | Austrália        | 37.02  | 37.02 (29) |            |
| 30                                       | Sophia Simitsakos / Jeffrey Wong              | Grécia           | 36.35  | 36.35 (30) |            |
| 31                                       | Marina Philippova / Vadym Kravtsov            | Áustria          | 36.00  | 36.00 (31) |            |

## Quadro de medalhas
| Ordem | País           | Medalha de ouro | Medalha de prata | Medalha de bronze |    | Ordem por total |
| ----- | -------------- | --------------- | ---------------- | ----------------- | -- | --------------- |
| 1     | Rússia         | 2               | 4                | 2                 | 8  | 1               |
| 2     | Estados Unidos | 1               |                  | 1                 | 2  | 2               |
| 3     | Canadá         | 1               |                  |                   | 1  | 3               |
| 4     | Itália         |                 |                  | 1                 | 1  | 3               |
| TOTAL | TOTAL          | 4               | 4                | 4                 | 12 | —               |